# Goffredo I di Perche
Goffredo di Perche (... – 1100) fu conte di Perche.

## Biografia
Geoffroy era figlio di Rotrou II, conte di Mortagne e visconte di Châteaudun, signore di Nogent, e di Adelise de Bellême, figlia di Guérin de Domfront. È menzionato nel 1060 in un documento di suo padre con i suoi fratelli Hugues, Rotrou e Fulcois. Nel 1066 prese parte alla conquista normanna dell'Inghilterra e combatté nella battaglia di Hastings. È uno dei 15 "compagni provati" di Guglielmo il Conquistatore ed è stato ricompensato dal nuovo re con dei terreni in Inghilterra.
Goffredo succedette al padre nel 1080, ricevendo i campi di Percheron (Mortagne-au-Perche e Nogent-le-Rotrou), mentre suo fratello minore Hugues ricevette Châteaudun. Un terzo fratello, Rotrou, acquisì per matrimonio la signoria di Montfort-le-Rotrou. Una delle sue prime azioni come conte fu quella di consegnare il monastero di Nogent-le-Rotrou a Cluny, dopo aver progettato la deposizione del suo abate Uberto. Di conseguenza, il ruolo della corte del conte aumentò il ruolo, poiché le controversie sulla dotazione dell'abbazia furono risolte in quella corte.
Intorno al 1089, Goffredo mosse guerra a Roberto di Bellême, a causa di una disputa sulla terra. Secondo Orderico Vitale, Goffredo contestò la distribuzione dell'eredità di Belleme tra Mabel de Bellême (madre di Robert) e Adeliza (sua madre). La guerra fu lunga e prolungata, poiché anche nel 1091 sappiamo che il conflitto era ancora in corso.
Il suo governo di successo e il suo crescente ruolo politico possono essere apprezzati dalle sue alleanze dinastiche, che spaziavano lontano nella Francia settentrionale (con sua moglie Beatrice), in Normandia (con il matrimonio di sua figlia Margherita con Henry de Beaumont) e nel sud della Francia (attraverso il matrimonio di sua figlia Matilde con il visconte di Turenne).

## Discendenza
Goffredo sposò Beatrice di Ramerupt, figlia di Ilduino IV, conte di Montdidier, e di Alice de Roucy. Goffredo e Beatrice ebbero:
- Rotrou III il Grande, conte di Perche
- Marguerite (m. dopo il 1156), sposò Henry de Beaumont, I conte di Warwick. I loro figli includevano Roger de Beaumont, 9º conte di Warwick, Robert de Neubourg e Rotrou, arcivescovo di Rouen.
- Juliana du Perche (m. dopo il 1132), sposata con Gilbert, Signore di d'Aigle. Ebbero due figli, Goffredo ed Engenulf, che morirono nel naufragio della Nave Bianca. La loro figlia fu Marguerite de l'Aigle, che sposò García Ramírez, re di Navarra.
- Matilde (m. 27 maggio 1143), sposò in prime nozze Raimondo I, visconte di Turenne e, vedovo, Guido IV de Lastours.

Orderico Vitale gli dà grandi elogi: In tempo di pace era gentile, amabile e brillava per le sue buone maniere; in tempo di guerra, duro e di successo, formidabile per i governanti che erano suoi vicini e un nemico per tutti.
Goffredo venne succeduto da suo figlio Rotrou come conte di Perche alla sua morte.